# Voltaire
François Marie Arouet (París, 21 de novembre del 1694 - 30 de maig del 1778), dit Voltaire, fou un escriptor i filòsof francès de la Il·lustració. Va marcar el segle xviii i va ocupar un lloc particular en la memòria col·lectiva dels francesos. Amb ell, s'inicià la figura de l'intel·lectual compromès al servei de la veritat, de la justícia i de la llibertat de pensament. Fou elegit membre de l'Acadèmia Francesa el 1746.

## Introducció
Símbol de la Il·lustració, cap de fila del partit filosòfic, el seu nom resta associat al seu combat pel progrés, la tolerància i contra «la infàmia», nom que va donar al fanatisme religiós. Era, tanmateix, deista i el seu ideal era el d'una monarquia moderada i liberal, il·lustrada pels «filòsofs». Va actuar, d'altra banda, amb les elits avançades de l'Europa de la Il·lustració servint-se de la seva immensa notorietat i prenent, ell sol, la defensa de les víctimes de la intolerància religiosa i de l'arbitrarietat en casos que s'han fet cèlebres (l'afer Calas, l'afer Sirven, el del cavaller François-Jean Lefebvre de La Barre, el cas del comte de Lally, etc.).
De la seva imponent obra literària, es llegeixen avui essencialment els seus contes i novel·les filosòfics (Càndid o l'optimisme n'és la més cèlebre), Cartes angleses, Diccionari filosòfic i la correspondència. El seu teatre, les poesies èpiques, les obres històriques, que van fer-lo un dels escriptors francesos més cèlebres al segle xviii, han perdut pertinència. La reputació de Voltaire sembla, com el seu estil, marcada per l'elegància i la precisió i una ironia mordaç.
Al llarg de la seva vida, Voltaire va freqüentar «els grans» i va afalagar els monarques, sense dissimular el seu menyspreu pel poble. També va ser subjecte a la ingerència del poder, que el va empresonar a la Bastilla i el va obligar a l'exili a Anglaterra o als afores de París. El 1749, després de la mort d'Émilie du Châtelet, amb qui havia mantingut una relació agitada de quinze anys, va anar al tribunal de Prússia, però, decebut en les seves esperances de jugar un gran paper amb Frederic el Gran a Berlín, es va empipar amb ell després de tres anys, i se'n va anar de Berlín el 1753. Es va refugiar més tard al casal pairal Les Délices a Ginebra (Suïssa), abans de guanyar-se el 1759 una heretat a Ferney, a la frontera francoginebrina, a l'abric dels poderosos. Va treure profit de la propietat i va fer de Ferney un centre de cultura preuat a tot Europa. No va tornar a París fins al 1778, ovacionat pel poble. Va morir als vuitanta-tres anys.
Voltaire amava el luxe, els plaers de la taula i de la conversa, que considerava, junt amb el teatre, com una de les formes més reeixides de la vida en societat. Preocupat com que no era capaç per a garantir la seva llibertat i la seva independència, va acumular una fortuna considerable en operacions especulatives, la qual cosa li va permetre d'instal·lar-se el 1759 al castell de Ferney envoltat d'una cort de bons esperits. Era, no obstant això, un cerca-raons, i de vegades feroç, contra els seus adversaris, com per exemple Jean-Jacques Rousseau.
Considerat per la Revolució Francesa, juntament amb Jean-Jacques Rousseau, com un precursor (va entrar al Panteó de París el 1791, el segon després de Mirabeau), fou celebrat per la Tercera República Francesa. Durant el segle xix, el seu pensament va alimentar les passions antagonistes dels adversaris i defensors de la laïcitat de l'estat i de l'escola pública, més enllà de l'esperit de la Il·lustració.

## Origen del nom
L'origen més correntment acceptat d'aquest pseudònim és l'anagrama obtingut a partir de les lletres del seu cognom Arouet, l(e) j(eune) (el jove) escrites en llatí AROVETLI.
També hi ha d'altres hipòtesis: pot tractar-se del nom d'un petit feu que posseïa la seva mare; s'ha dit que pot ser el sintagma verbal que significava en francès antic que ell voulait faire taire («volia fer callar», per això vol-taire), a causa del seu pensament innovador; d'altra diu que poden ser les síl·labes de la paraula re-vol-tai («entremaliat») en un altre ordre. En qualsevol cas, és possible que l'elecció que el jove Arouet adoptà, després de la seva detenció el 1717, sigui una combinació de més d'una d'aquestes hipòtesis.

## Biografia

### Infància
Fill del notari François Arouet, François-Marie Arouet va néixer el 21 de novembre del 1694; però, en diversos escrits, el mateix Voltaire afirmava haver nascut en realitat nou mesos abans, el 19 o 20 de febrer del 1694 a Châtenay-Malabry. El seu bateig, el 22 de novembre a París a l'església de Saint-André des-Arts, hauria estat endarrerit a conseqüència de la poca esperança de supervivència del nadó. Arouet qüestionava, fins i tot, la seva paternitat.

#### Els Arouet
Originaris d'un petit poble del nord del comtat de Poitou, Saint-Loup, on exercien al segle xv i segle xvi l'activitat de l'adoberia, els Arouet eren un exemple de l'ascensió social de la burgesia al segle xvi. El primer Arouet va anar-se'n de la seva província i es va instal·lar a París el 1625, on va obrir una botiga de venedor de llençols i de seda. Es va casar amb la filla d'un ric comerciant draper i s'enriquí prou per a comprar, per al seu fill, el pare de Voltaire, un càrrec de notari al Châtelet el 1675, assegurant al seu titular l'accés a la petita noblesa de vestit. Aquest últim, treballador auster i honest en les relacions importants, arrodoneix més la fortuna familiar, es va casar amb la filla d'un secretari penal al Parlament i va vendre el seu estudi el 1696 per guanyar-se un càrrec de conseller del rei, el de recaptador de les espècies al Tribunal de comptes. Tenia un germà gran, Armand Arouet (1685-1745), advocat del Parlament, catòlic rigorós i jansenista obstinat i solter, de qui Voltaire va heretar els béns, i una germana, Marie Arouet (morta el 15 d'octubre del 1726), esposa de Pierre François Mignot, corrector al Tribunal de comptes i única persona de la seva família que li va manifestar afecte. Sa germana va tenir dos fills, un d'ells l'abat Mignot, i dues noies, madame de Fontaine i Marie Louise Mignot, la futura madame Denis. Contrariat i trist, el pare de Voltaire exclamava: «Tinc per fills dos boigs, l'un en prosa i l'altre en vers».

#### Educació: els jesuïtes i la societat llibertina del Temple

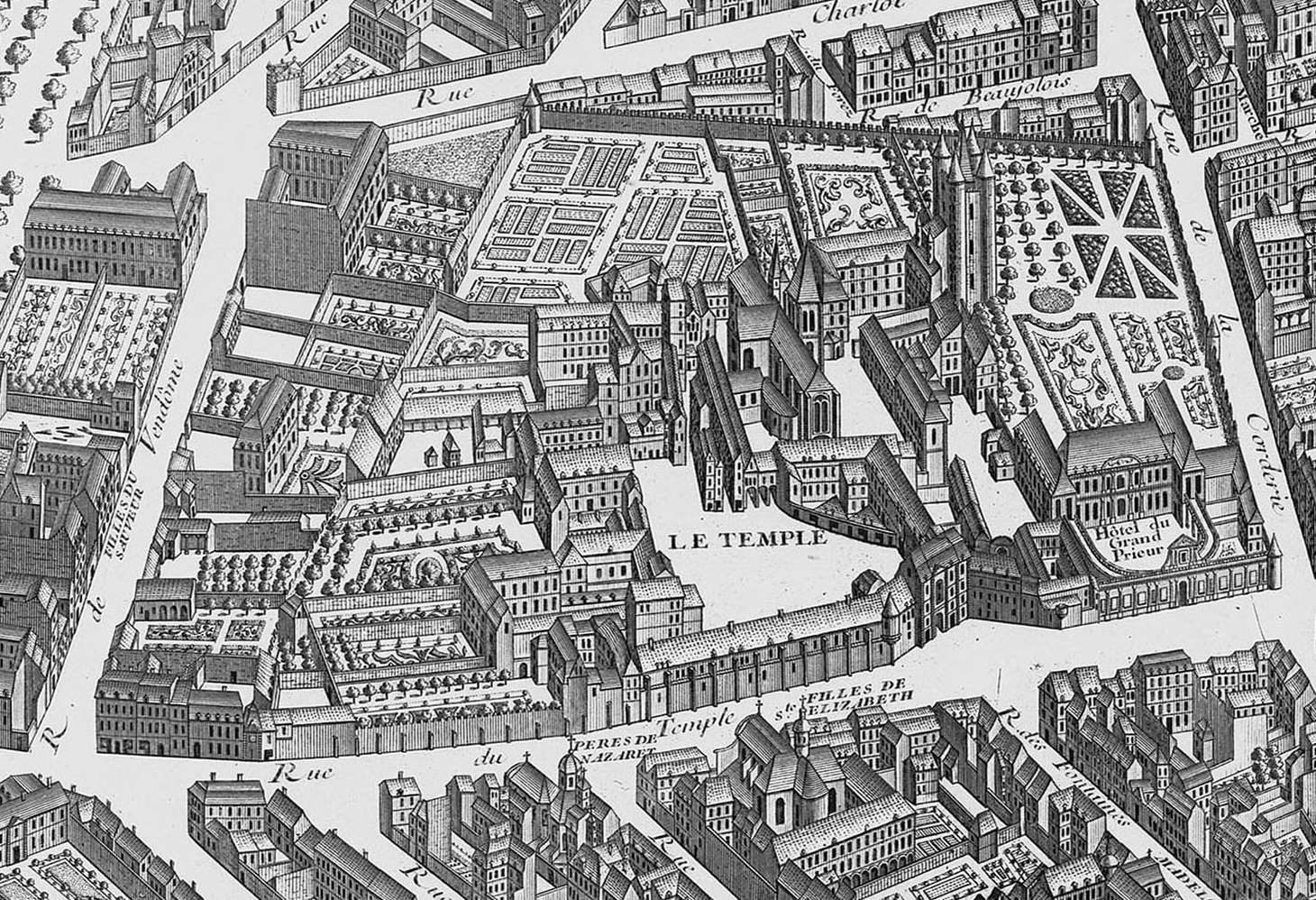
El tancat del Temple, detall del plànol de Turgot, 1739. El palau del gran prior es troba a la dreta de la porta d'entrada

Arouet pare volia donar al seu fill petit una formació intel·lectual que fos a l'alçada dels dons que aquest manifestava des de la seva més jove edat. Als deu anys, va entrar als jesuïtes del col·legi Louis-le-grand, l'establiment més ben freqüentat i més car de la capital. Els jesuïtes li varen ensenyar llatí, grec i retòrica, però volien abans de tot formar persones de món i iniciaven els seus alumnes a les arts socials: confrontacions oratòries, defenses judicials, concurs de versificació i teatre, que ocupava un ampli espai en la vida del col·legi. Alumne brillant, de seguida es va fer cèlebre per la seva facilitat de versificar, Arouet hi aprengué a agradar i a parlar d'igual a igual amb els grans. Va teixir relacions d'amistat i relacions precioses que sabrà fer servir tota la seva vida: els germans d'Argenson, René Louis de Voyer de Paulmy d'Argenson i Marc-Pierre de Voyer de Paulmy d'Argenson, futurs ministres de Lluís XV de França i el futur duc de Richelieu.
En sentit contrari a l'educació dels jesuïtes, la freqüentació de la societat llibertina del Temple va tenir una influència no menys important sobre el jove Arouet. L’abat de Châteauneuf, padrí seu i home de lletres, l'introdueix des de l'edat de dotze anys en aquesta societat que es reunia a l'hotel de Philippe de Vendôme. Era gran prior de l'orde de Malta, amb membres de l'alta noblesa i poetes, epicuris, lletrats coneguts pel seu esperit i la seva amoralitat, i aficionats a ressopons galants amb begudes seques. El jove noi els divertia fent-los versos «lleugers, ràpids, picants, plens de referències antigues, des de pujats de to fins a mordaços, fent broma sense retenció sobre la religió i la monarquia». Amb aquesta companyia, ell s'adonà que havia nascut un gran senyor llibertí i que no tenia res a veure amb els Arouet i la gent comuna.

#### Joventut
Va deixar el col·legi als disset anys i anuncià al seu pare que volia ser un home de lletres i no advocat o titular d'un càrrec de conseller al Parlament, inversió tanmateix considerable que aquest últim havia fet per a ell. Davant l'oposició paterna, s'inscrigué a l'escola de dret i continuà freqüentant els llibertins del Temple, cultivant el gust pel luxe i l'excés. El seu pare l'allunyà momentàniament enviant-lo a Caen, després confiant-lo al germà del seu padrí, el marquès de Châteauneuf, que acabava de ser nomenat ambaixador a la Haia i que acceptà ser el seu secretari privat. Però el seu allunyament no duraria. Per Nadal del 1713, ja estava de tornada, destituït del seu càrrec i fet fora dels Països Baixos a causa d'unes relacions escandaloses amb una dama. Furiós, el seu pare volia enviar-lo a Amèrica, però l'acabà col·locant a l'estudi d'un magistrat parisenc. Seria salvat per un antic client d'Arouet, lletrat i molt ric, el senyor de Caumartin, marquès de Saint-Ange, que el convenç de confiar-li el seu fill per provar el talent poètic del jove rebel. Voltaire passà aquestes vacances forçades al castell de Sant-Ange, prop de Fontainebleau, llegint, escrivint i escoltant els relats del seu amfitrió («Caumartin porta al seu cervell / del seu temps la història viva; / Caumartin és sempre nou / a la meva orella que encisa»), que li serviran per a L'Henriade i el Segle de Lluís XIV.

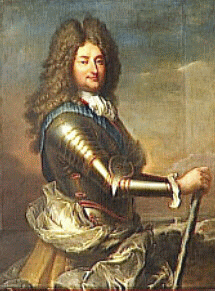
El regent, Felip d'Orleans

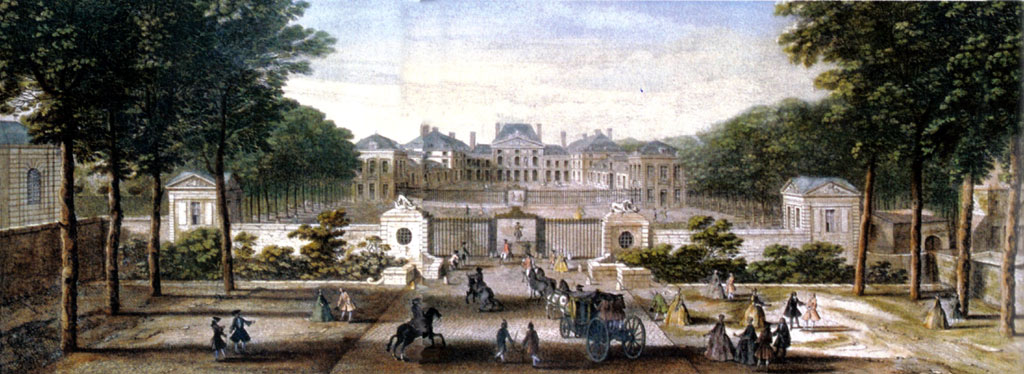
El castell de Sceaux. La duquessa de Maine hi tingué una cort gairebé reial i exigia als seus hostes parlar en vers sobre tot i sobre res. En aquests jocs, Arouet era un expert de primera

El 1715, es va produir la regència de Felip d'Orleans. Arouet tenia 21 anys. Era tan brillant i tan divertit que l'alta societat es disputava la seva presència. S'hauria pogut fer l'amic del regent, però es trobava en el camp dels seus enemics. Convidat al castell de Sceaux, llar de l'oposició, en què Anne-Louise Bénédicte de Bourbon-Condé, casada amb Lluís August de Borbó, el duc de Maine, bastard legitimat de Lluís XIV, tenia una cort brillant, no es podia estar de fer versos sobre les relacions amoroses del regent i de la seva filla, Maria Lluïsa Elisabet d'Orleans. El 4 de maig del 1716, s'exilià a Tula. El seu pare fa servir la seva influència amb els seus antics clients per a doblegar el regent, que reemplaçà Tula per Sully-sur-Loire, on s'instal·là al castell del jove duc de Sully, un conegut del Temple, que viu amb el seu cercle en una successió de balls, de festins i d'espectacles diversos. En acostar-se l'hivern, va sol·licitar la gràcia del regent que, sense rancúnia, el perdonà. El jove Arouet va recomençar la seva vida turbulenta a Saint-Ange-le-Viel i a Sceaux, aprofitant l'hospitalitat dels benestants i de la comoditat dels seus castells. Però, pres per l'ambient, algunes setmanes més tard, va recaure. El 16 de maig del 1717, és enviat a la Bastilla per ordre reial. Tenia vint-i-tres anys. Va estar empresonat onze mesos.

#### Primers èxits literaris

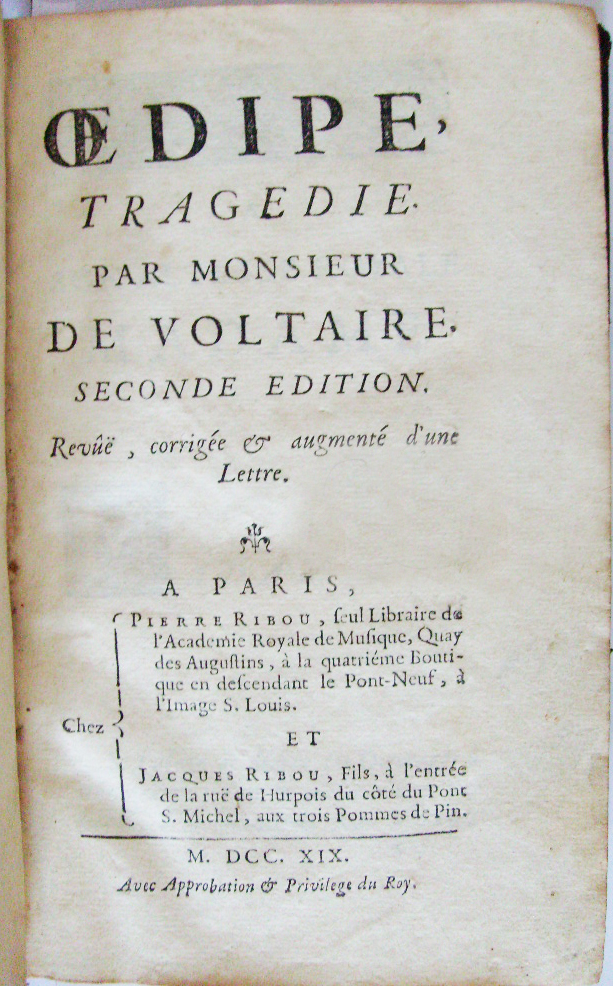
Voltaire es fa cèlebre als 24 anys gràcies a l'èxit de la seva tragèdia Èdip (1718)

A la seva sortida, conscient d'haver desaprofitat, fins aquell moment, el seu temps i el seu talent, vol donar un nou curs a la seva vida, i fer-se cèlebre en els gèneres més nobles de la literatura de la seva època, la tragèdia i la poesia èpica. El 1718, adoptà el pseudònim de Voltaire.
Començà a escriure la seva tragèdia Èdip, basada en l'obra de Sòfocles, a més de començar un poema èpic sobre Enric IV de França. El 18 de novembre del 1718, Èdip es va estrenar al Théâtre Français, amb molt bona acollida (quaranta-cinc representacions, més altres quatre al Palau Reial, amb una estimació d'uns 25.000 espectadors). El poema èpic sobre Enric IV va ser imprès anònimament a Ginebra el 1723, amb el títol de Poème de la ligue. El públic, que veia en ell un nou Jean Racine, estimaven els seus versos en forma de màximes i les seves al·lusions impertinents al rei difunt i a la religió («Els nostres sacerdots no són el que el poble pensa / la nostra credulitat construeix tota la seva ciència», acte IV, escena 1). El seu talent de poeta mundà triomfava als salons i als castells. Es va fer íntim dels Villars, que el rebrien al seu castell de Vaux i l'amant de la senyora de Bernières, esposa del president morter del parlament de Rouen.
Després del fracàs d'una segona tragèdia, escrita durant un breu exili a Sully (se li retreu de nou, però aquesta vegada equivocadament, de fer circular una nova sàtira contra el regent), va conèixer un nou èxit el 1723 amb L'Henriade, poema èpic (4.300 alexandrins), en què el tema és el setge de París per Enric IV i que traça el retrat d'un sobirà ideal, enemic de tots els fanatismes. Se'n varen vendre 4.000 exemplars en algunes setmanes (seixanta edicions successives en vida de l'autor).

#### La querella amb el cavaller de Rohan
El gener del 1726, va experimentar una humiliació que el marcaria tota la seva vida. El cavaller de Rohan-Chabot, jove gentilhome arrogant, descendent d'una de les més antigues famílies del regne, el va increpar a la Comédie-Française: «Senyor Voltaire, senyor Arouet, com us dieu vós?». La seva rèplica va ser punyent: «Voltaire! Jo començo el meu nom i vós esteu acabant el vostre». Alguns dies més tard, el van cridar mentre sopava amb el seu amic, el duc de Sully. Al carrer, fou colpejat a garrotades pels lacais del cavaller que vigilava l'operació des de la seva carrossa. Ferit, humiliat, volia obtenir una reparació, però cap dels seus amics aristòcrates no hi prengueren partit. El duc de Sully es va negar a acompanyar-lo amb el comissari de policia per formular la seva denúncia. No era qüestió d'inquietar Rohan per haver fet colpejar un escriptor. «Seríem ben desgraciats si els poetes no tinguessin espatlles», va dir un parent de Caumartin. El príncep de Conti va dir sobre els cops de bastons: «Han estat ben rebuts, però mal donats». Voltaire volia venjar el seu honor per les armes, però la seva insistència a voler fer justícia indisposà tothom. Els Rohan, finalment, aconsegueixen que es detingui Voltaire, que fou conduït a la Bastilla el 17 d'abril del 1726. És alliberat dues setmanes més tard amb la condició que s'exiliï.

### L'exili anglès
Voltaire tenia llavors 32 anys. Aquesta experiència li deixà una empremta indeleble. Estava profundament impressionat per la llibertat i el pluralisme polític i religiós de la societat anglesa. Mentre que a França es funcionava amb els decrets reials, a Anglaterra la llei d'Habeas Corpus del 1679 -cap persona pot continuar estant detinguda si no és per decisió d'un jutge- i la Declaració de drets del 1689 protegien els ciutadans contra el poder del rei. L'èxit material del poble anglès va suscitar la seva admiració i ho va relacionar amb el retard de França en l'àmbit econòmic i l'arcaisme de les seves institucions. Va estimar que allà on s'intensificaven els intercanvis comercials i intel·lectuals creixia l'aspiració dels pobles a més llibertat i tolerància. No li van caldre més que algunes setmanes per a guanyar un excel·lent domini de l'anglès. El novembre del 1726, es va instal·lar a Londres, on trobaria escriptors, filòsofs, científics (físics, matemàtics, naturalistes) i s'inicià en sectors del coneixement fins aquell moment ignorats per ell. Així, es va produir la mutació de l'home de lletres en «filòsof», que el va conduir a introduir-se en gèneres fins llavors considerats com poc prestigiosos: la història, l'assaig polític i, més tard, la novel·la. Fou a Anglaterra on concep el projecte d'escriure una història del rei Carles XII de Suècia i començà a redactar en anglès l'obra en què exposà les seves observacions sobre Anglaterra, que publicà el 1733 a Londres sota el títol Letters Concerning the English Nation, coneguda més tard en la seva versió francesa com les Cartes filosòfiques. S'acostà a la cort de Jordi I de la Gran Bretanya i posteriorment de Jordi II, i preparà una edició de l'Henriade en subscripció acompanyada de dues proves en anglès, que tingué un èxit molt notable (343 subscriptors) i li va permetre recuperar la seva fortuna. Una subscripció anàloga oberta a França pel seu amic Thériot no en reuneix més que 80 i va ser objecte de nombrosos embargaments de la policia. A la tardor del 1728, és autoritzat a entrar a França amb la condició que es mantingui allunyat de la capital.

### Vida a la cort
Voltaire va compartir la vida amb Émilie du Châtelet al castell de Cirey. Va fer algunes estades a la cort de Lunéville sota el regnat d'Estanislau I de Polònia, duc de Lorraine. Més tard, entrà a París, on va portar una carrera de cortesà abans de caure en desgràcia. Frederic el Gran era un entusiasta de les idees franceses, i el 1750, després de caure en desgràcia a França, Voltaire arribà a la cort de Frederic a Berlín, on l'esperava una posició brillant, la clau de camarlenc i un tractament considerable. El rei i el filòsof varen travar amistat, el primer practicant perfectament el francès. Però els dos amics no podien dissimular gaire temps els seus trets principals, l'un, el seu humor altiu i el seu costum de ser obeït; l'altre, la seva superioritat intel·lectual i el seu esperit picant. El distanciament va ser inevitable i, el 1753, una discussió de Voltaire amb Pierre Louis Moreau de Maupertuis, a qui protegia el rei, precipità la ruptura, i Voltaire deixà Prússia. L'obra més important que publicà durant el seu sojorn a Berlín va ser El segle de Lluís XIV.

### De Ginebra a Ferney

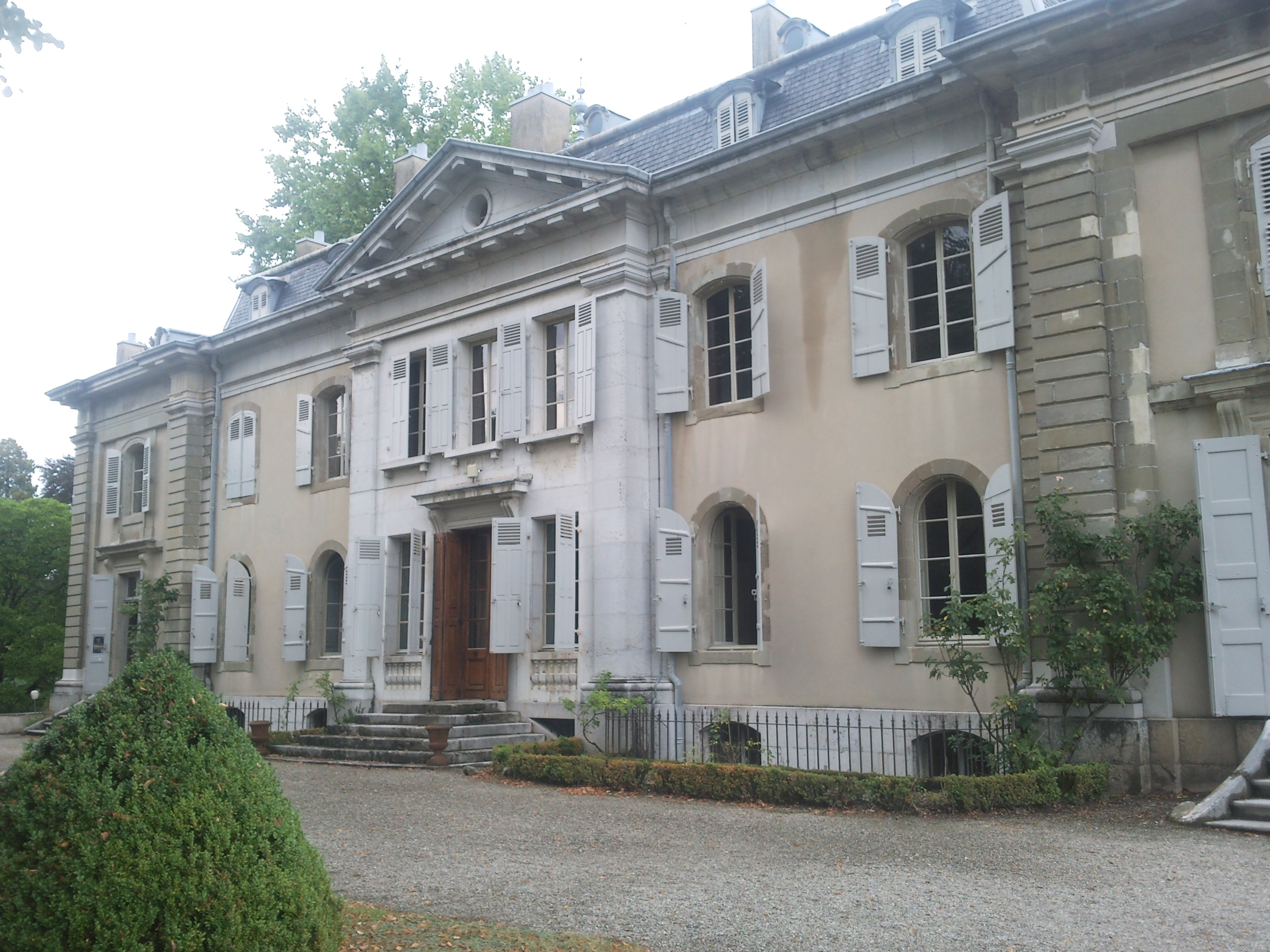
Casa de Voltaire a Ferney

El 1755, s'instal·là a les «Delícies», prop de Ginebra. Finalment, el 1758, comprà una finca a Ferney, al districte de Gex, i Tournay, en territori francès, però sobre la frontera francoginebrina (Ginebra era llavors un estat independent). Desenvolupà la seva propietat, construint, plantant, sembrant i desenvolupant la ramaderia. En companyia de madame Denis, la seva neboda, majordoma i companya, hi va fer viure un miler de persones, es va fer agricultor, arquitecte, fabricant de rellotges i de mitges de seda. Es diu d'ell que els salaris que pagava als seus treballadors eren els millors de tota França.
Amb el seu sentit de l'epigrama, resumeix l'empresa: «Un cau de 40 salvatges s'ha fet una petita ciutat opulenta en què viuen 1.200 persones útils». Voltaire no era només l'home més cèlebre de la seva època, sinó que es va fer un mite. De Sant Petersburg a Filadèlfia, s'esperaven les seves publicacions com oracles. Artistes, savis, prínceps, ambaixadors o senzills curiosos anaven en pelegrinatge a Ferney a veure aquest «hostaler d'Europa».
El 1778, tornà a París: els ciutadans de la capital el va acollir amb tal entusiasme que certs historiadors veuen en aquesta jornada del 30 de març «la primera de les jornades revolucionàries». Dos mesos abans de la seva mort, el 7 d'abril de 1778, es va fer francmaçó a la lògia parisenca de les «Nou Germanes». És possible que Voltaire hagi estat francmaçó abans d'aquesta data, però no n'existeix cap prova formal.

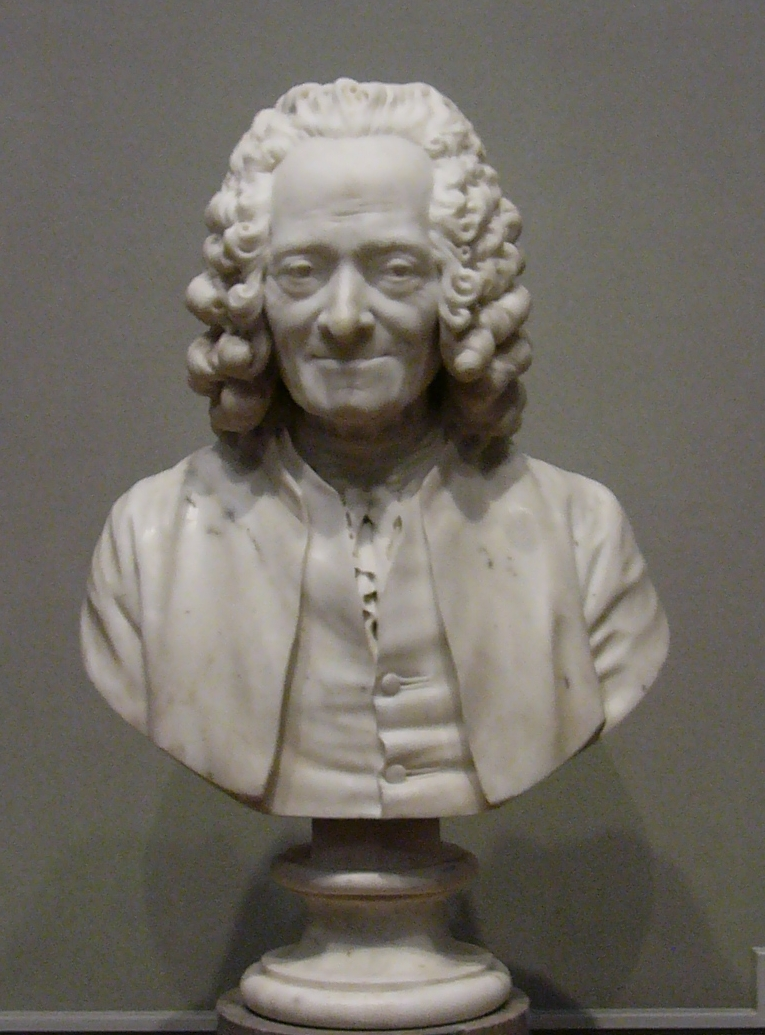
Bust de Voltaire 1778, per Jean-Antoine Houdon (1741 - 1828)

Mor a París el 30 de maig del 1778. El 28 de febrer del 1778, quatre mesos abans de la seva mort, declarava en una carta al seu secretari Jean-Louis Wagnière, que la va conservar pietosament: 
| « | Moro adorant Déu, estimant els meus amics, no odiant els meus enemics, detestant la superstició. | » |

 Les seves cendres es varen portar al Panteó de París l'11 de juliol del 1791, després d'una gran cerimònia. Per un atzar de la història, la seva tomba es troba davant la de Jean-Jacques Rousseau, a qui no apreciava gaire

### Voltaire i les dones
La vida i l'obra de Voltaire reserven un lloc important a les dones. Algunes de les seves peces són completament dedicades a les vides excepcionals de dones de poder de civilitzacions orientals. Aquesta visió de les dones en el poder pot aclarir l'afecte de Voltaire per una dona sàvia com Émilie du Châtelet.
La primera figura femenina de la vida de Voltaire és la seva mare. En parlà en termes poc amens, i la va perdre molt jove, cosa que explica potser la seva inclinació per les dones més grans que ell, de les quals esperava atencions més maternals que sensuals. El 1713, jove secretari d'ambaixada a l'Haia, Voltaire s'apassionà per Olympe Dunoyer (o de Noyer), àlies Pimpette. La mare d'aquesta noia, una hugonota francesa exiliada a Holanda, odiava la monarquia francesa. Tement un escàndol, l'ambaixador acomiadà Voltaire a França. L'afer no durà més que algunes setmanes, i és l'únic exemple d'amor sincer del filòsof llibertí. Llibertí només sobre el paper: de salut precària, Voltaire es va preservar sempre dels excessos, incloent-hi els amorosos.
És majoritàriament gràcies a les dones que Voltaire ascendí en l'alta societat de la regència. Lluïsa Benedicta de Borbó, duquessa de Maine, reunia al seu castell de Sceaux un clan literari que, agrupat sota l'orde de l'abella, maquinava contra el duc Felip d'Orleans. Voltaire s'hi va empènyer a exercir la seva inspiració burleta contra el regent, cosa que va valer a l'autor un inici de notorietat, i onze mesos a la Bastilla. Les companyies femenines de Voltaire no són totes de naturalesa literària. Va ser per afavorir els seus afers que va seduir l'esposa d'un president del parlament de Rouen, el marquès de Bernières, a qui associà a les seves especulacions i als ardits desplegats per editar l'Henriade malgrat la censura reial. Gràcies a l'èxit de la seva primera tragèdia, Èdip, Voltaire va conèixer la duquessa de Villars, de qui s'apassionà, però sense reciprocitat per part d'ella. Manté la introducció al cercle aristocràtic il·lustrat que gravita al voltant de Charles Louis Hector, mariscal de Villars, que rebia al seu castell de Vaux.
Quant a l'amor, Voltaire se n'anomenà «curat», en benefici de l'amistat, que cultivarà efectivament tota la seva vida. Voltaire té efímeres relacions amb algunes actrius, sobretot Suzanne de Livry i Adrienne Lecouvreur (enganys, càbales, duels...). La relació amb Gabrielle Émilie Le Tonnelier de Breteuil, marquesa de Châtelet-Lomont és, en canvi, més seriosa. Està casada, però el marquès de Châtelet està permanentment absent, i Émilie, apassionada, s'enamorà sense mesura del prestigiós poeta que li varen presentar el 1733, i a qui estimarà fins a la seva mort, setze anys més tard. Cirey, el castell de la família Châtelet, protegia els seus amors. Voltaire participà en la restauració i ampliació a càrrec seu.

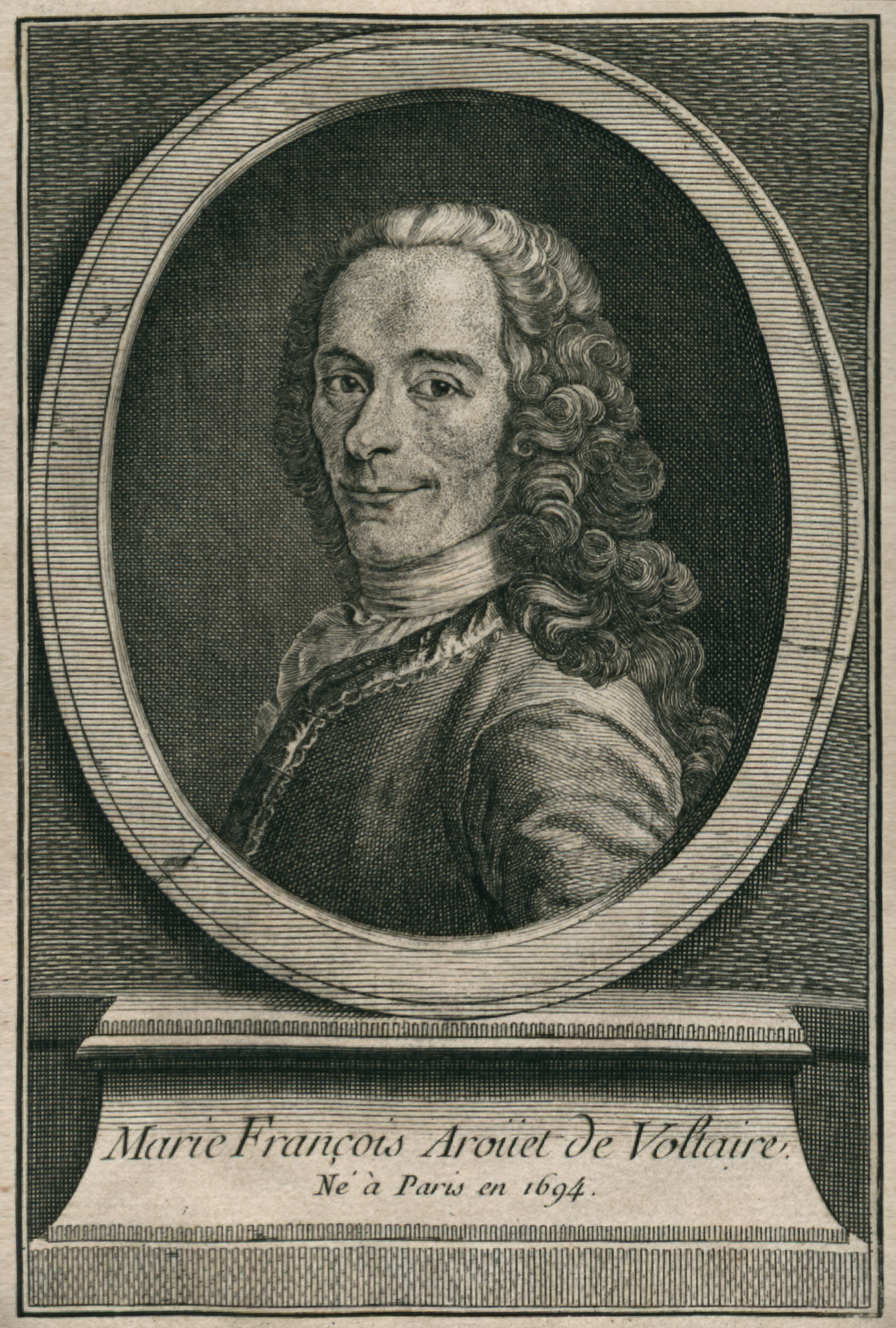
Elémens de la philosophie de Neuton, 1738

La seva vida és quasi marital, però més moguda, amb intercanvis intel·lectuals intensos: Voltaire que, fins aquest moment s'havia dedicat al «gran gènere», la tragèdia i el poema èpic, opta resoltament pel que serà la particularitat de la seva obra: el combat polític i filosòfic contra la intolerància. Una relació tant estudiosa com fecunda. Va ser per un engany filosòfic que es produí la fi d'un idil·li de deu anys: la marquesa renuncià al materialisme newtonià per decantar-se cap al determinisme optimista de Leibniz, un canvi què Voltaire no voliz consentir. Menys sentimental a partir d'aquell moment, l'aliança persisteix malgrat tot. La marquesa salva diverses vegades Voltaire de les conseqüències de les seves insolències, i Voltaire eixuga de vegades els colossals deutes de joc d'Emilie. La situació es va complicar singularment quan madame du Châtelet s'apassionà pel marquès de Saint-Lambert (Jean-François de Saint-Lambert). Emilie es quedà embarassada, i Voltaire va elaborar un estratagema perquè el marit de la marquesa es cregui el pare del nen. Emilie mor poc després del part, deixant Voltaire desesperat: devia a Emilie Du Châtelet els seus anys més feliços.
El 1745, Voltaire es fa, als cinquanta anys, l'amant de la seva neboda (una de les dues noies de la seva germana gran) Marie-Louise Denis. Voltaire va dissimular acuradament aquesta passió incestuosa i «adúltera» (era l'amant «formal» de la molt gelosa madame Du Châtelet). Denis no és pas massa fidel, i no se li escapà l'oportunitat d'aprofitar la fortuna (considerable) del poeta. La parella no cohabita veritablement més que a la mort de Mme. Du Châtelet, el 1749. Excepte durant l'episodi prussià, Voltaire i la seva neboda ja no se separaran. Marie-Louise Denis és la mestra, la infermera i la secretària del filòsof. El segueix en la seva jubilació suïssa, en què ella creà els papers de les seves obres teatrals.

En una carta a Grimm, Mme. d'Epinay (Louise d'Epinay) ha fet de Voltaire i de la seva neboda un retrat ple d'esperit, en l'època de la instal·lació del poeta a Suïssa: 
| « | La neboda de M. de Voltaire s'ha de morir de riure, és una petita dona grassa, tota rodona, d'aproximadament cinquanta anys, dona com no s'ho és, lletja i bona, mentidera sense voluntat i sense maldat; no tenint esperit i semblant tenir; cridant, decidint, politiquejant, versificant, desvariejant, i tot allò sense massa pretensió i sobretot sense xocar amb ningú, tenint per damunt de tot un petit vernís d'amor masculí que es manifesta amb la retenció que s'ha imposat. Adora el seu oncle, en tant que oncle i en tant que home. Voltaire l'estima, se'n burla, la reverencia: en una paraula, aquesta casa és el refugi del muntatge dels contraris i un espectacle encantant per als espectadors | » |

«Mamà Denis» va ser l'última paraula que va pronunciar Voltaire morint, el 30 de maig del 1778.

### Voltaire i els diners
Voltaire va morir posseint una immensa fortuna: «Un dels primers ingressos de França!». Els seus ingressos vindrien:
- De la seva ploma; en el seu Comentari històric sobre les obres de l'autor de l'Henriade, evoca l'èxit d'aquesta obra publicada a la Gran Bretanya gràcies a la protecció del rei;
- De la butxaca dels prínceps; segons les èpoques: Jordi I de la Gran Bretanya, Lluís XV de França, Frederic el Gran, Caterina II de Rússia;
- Col·locacions diverses: loteria, préstecs a l'aristocràcia, inversions marítimes: el 1758, entren en el port de Cadis vaixells carregats d'or d'Amèrica on havia col·locat una part de la seva fortuna;

Goldzink gairebé no va abordar el subjecte, i es considera que va guardar el secret en dos àmbits: els seus afers econòmics, i els seus amors amb la seva neboda.

### Els enciclopedistes
Voltaire va començar una relació epistolar amb el grup dels enciclopedistes cap a meitat del segle xviii. Amb D'Alembert, troba molts punts de contacte; amb Diderot manté una relació regular i amb Rousseau es professaven un odi compartit. Voltaire no perd l'oportunitat de difamar-lo mitjançant pamflets incendiaris que posteriorment nega haver produït.
Voltaire és considerat un enciclopedista, però més que defensar l'Encyclopédie el que feia era atacar els seus detractors, tant catòlics com calvinistes, el pastor dels quals a Ginebra, Jacob Vernet, estava enfrontat amb ell. Quan l'Encyclopédie va estar prohibida a França i tenint present la proximitat de Ferney amb Ginebra, Voltaire va incrementar la seva prudència i va evitar fer una defensa forta del llibre.

## La seva moral

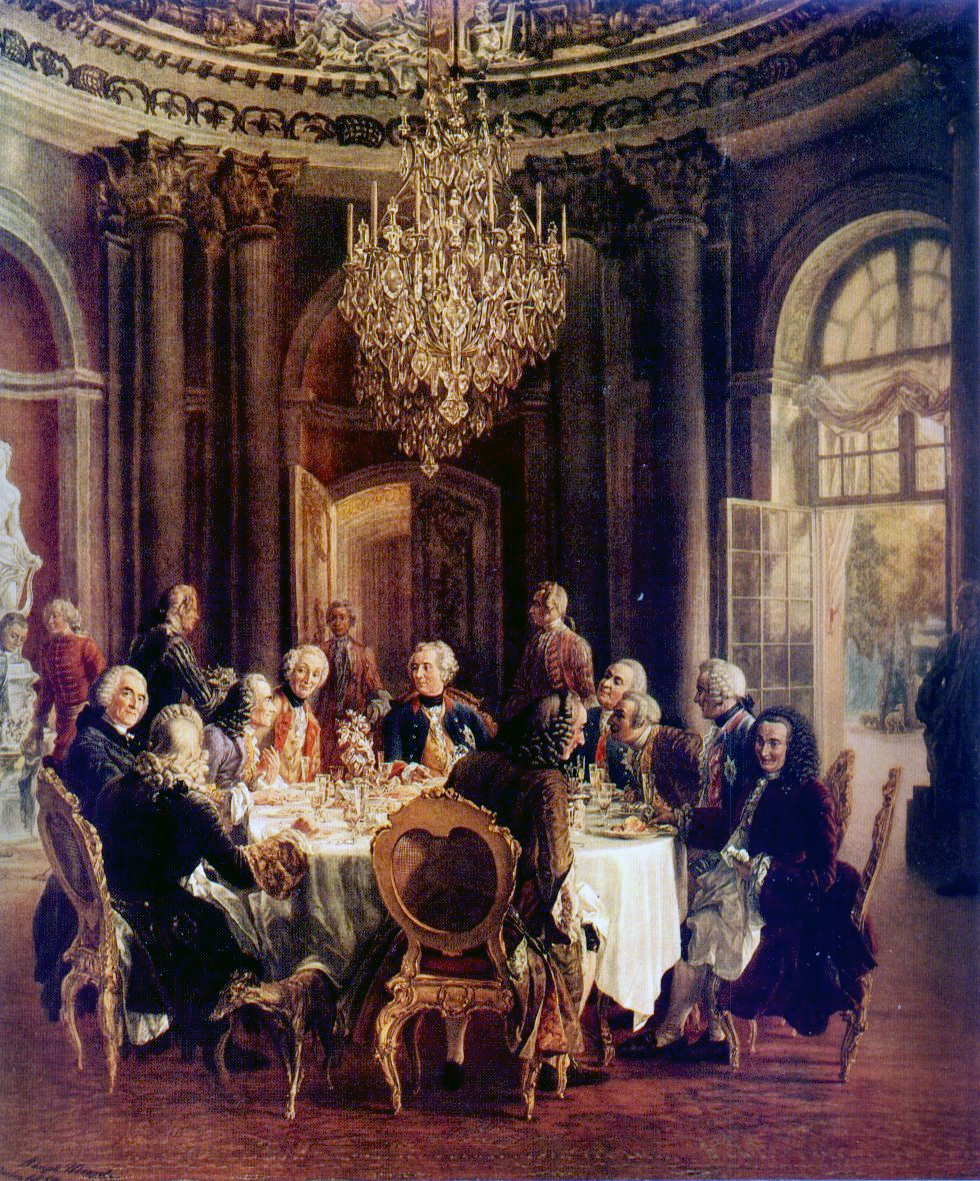
Adolph Von Menzel: Comensals; Voltaire amb el rei Frederic el Gran al castell de Sanssouci, Potsdam, Alte Nationalgalerie, Berlín

### El liberalisme
En el pensament del filòsof anglès John Locke, Voltaire hi troba una doctrina que s'adapta perfectament al seu ideari positiu i utilitari. Locke apareix com el defensor del liberalisme, afirmant que el pacte social no suprimeix els drets naturals de l'individu. En resum, només aprenem de l'experiència; tot el que la supera només és hipòtesi; el camp d'algú coincideix amb allò útil i verificable.
Voltaire treu d'aquesta doctrina la línia directora de la seva moral: la tasca de l'ésser humà és tenir el seu destí a les seves mans, millorar la seva condició, garantir, embellir la seva vida amb la ciència, la indústria, les arts i lluitar (metafòricament) per una bona política de les societats. Així, la vida en comú no seria possible sense una convenció en què cadascú troba la seva part. Malgrat que s'expressen per lleis particulars en cada país, la justícia, que garanteix aquesta convenció és universal. Tots els humans són capaços de concebre'n la idea, primer perquè tots són éssers més o menys raonables, després perquè són tots capaços de comprendre què és inútil i útil a cadascú. La virtut, «comerç de beneficis», és dictada alhora pel sentiment i per l'interès. El paper de la moral, segons Voltaire, és ensenyar-nos els principis d'aquesta «política» i d'acostumar-nos a respectar-los.

### El deisme
Estranger a tot esperit religiós, Voltaire es negà tanmateix a l'ateisme d'un Diderot o d'un d'Holbach. No va deixar de repetir el seu famós dístic:
| « | L'univers em preocupa, i jo no puc somiar que aquest rellotge existeix i no tingui rellotger. | » |

Així, segons Voltaire, l'ordre de l'univers ens pot fer creure en un «etern geòmetra». Tanmateix, si continua lligat al deisme, denuncia com a irrisori el providencialisme (en Càndid, per exemple) i descansa aquesta pregunta formulada des de sant Agustí i que deixa sense resposta: «Per què existeix tant de mal, tot sent format per un Déu que tots els teistes han estat d'acord a designar bo?».
Se li atribueix, d'altra banda, també aquesta frase: «Podem, si ho desitja, parlar de l'existència de Déu, però com que no tinc ganes de ser robat ni ser degollat en el meu son, permeti'm que acomiadi prèviament els meus criats».

### L'humanisme
Tota l'obra de Voltaire és un combat contra el fanatisme i la intolerància, especialment des de l'Henriade, el 1723. «S'entén avui per fanatisme una bogeria religiosa, obaga i cruel. És una malaltia que es guanya com la petita sífilis.» (Diccionari filosòfic, 1764, article Fanatisme).
En tot cas, va lluitar contra el fanatisme, tant el de l'Església catòlica com el del protestantisme, símbols, als seus ulls, d'intolerància i d'injustícia. Fulls volants, pamflets, tot va ser bo per mobilitzar l'opinió pública europea. També va apostar pel riure, per suscitar la indignació: l'humor, la ironia és una arma contra la bogeria mortífera que fa els humans desgraciats. Els enemics de Voltaire tenien, d'altra banda, tot a témer del seu escarni, però les noves idees, també. Quan el 1755, rep el Discurs sobre l'origen i els fonaments de la desigualtat entre els homes de Jean-Jacques Rousseau, Voltaire, que desaprova l'obra, respon en una carta tan hàbil com irònica:
«He rebut, senyor, el seu nou llibre contra el gènere humà, li ho agraeixo. […] mai no s'havia utilitzat tant d'esperit a voler fer-nos babaus; venen ganes d'anar de quatre grapes quan es llegeix la vostra obra. Tanmateix, com fa més de seixanta anys que he perdut el costum de fer-ho, sento lamentablement, que m'és impossible de tornar a fer-ho i deixo aquest aspecte natural als que són per a això més dignes que vostè i jo. [...]» (Carta a Rousseau, 30 d'agost del 1755.)
El «patriarca de Ferney» representa de manera eminent l'humanisme militant del segle xviii. Com ho ha escrit Sainte-Beuve: «[…] tant com una bufada de vida en l'ànima, va tenir en ell el que jo anomeno el bon dimoni: la indignació i l'ardor. Apòstol de la raó fins al final, es pot dir que Voltaire va morir combatent». La seva correspondència conté més de 23.000 cartes conegudes, mentre que deixà per a la posteritat un gegantí Diccionari filosòfic que reprèn els eixos principals de la seva obra, una trentena de contes filosòfics i dels articles publicats a l'Encyclopédie de Diderot i d'Alembert. Actualment, el seu teatre, que l'havia propulsat cap al primer rang de l'escena literària (Mérope, Zaire i d'altres), així com la seva poesia l'Henriade, considerada com l'única epopeia francesa del segle xviii, estan oblidades. És a Voltaire, abans que a cap altre, que s'aplica el que Condorcet deia dels filòsofs del segle xviii, que tenien «com a crit de guerra: raó, tolerància, humanitat»

### La justícia
Des de la seva posició anticlerical i obsessionat per l'arbitrarietat d'una justícia al servei del poder, Voltaire es va apassionar per diversos assumptes, intervenint bé en la seva defensa o en la restitució de l'honor del condemnat. Va intervenir mirant de fer justícia en diversos casos que havien estat tractats de manera injusta. En concret, va participar en l'afer Calas (1762), l'afer Sirven (1764) i l'afer del cavaller de La Barre (1766).

### La llibertat d'expressió
L'afecte de Voltaire a la llibertat d'expressió es pot il·lustrar per la cèlebre cita que se li atribueix:
| «                           | No estic d'acord amb el que diu, però defensaria fins a la mort el seu dret a dir-ho. | » |
| — Cita apòcrifa de Voltaire |                                                                                       |   |

Aquesta frase que li és sovint atribuïda, és apòcrifa. No apareix en cap part de la seva obra publicada, tot i que certs comentaristes (Norbert Guterman, A Book of French Quotations, 1963) afirmen que aquesta cita està extreta d'una carta del 6 de febrer del 1770 a un abat, Le Riche, en què Voltaire escriuria: «Senyor abat, detesto allò que escriu, però donaré la meva vida perquè pugui continuar escrivint». De fet, aquesta carta existeix, però la frase no hi figura, ni tan sols la idea. Realment apareix per primera vegada el 1906 en The Friends of Voltaire (Els amics de Voltaire), llibre anglès d'Evelyn Beatrice Hall, escriptora amb el pseudònim de S. G. Tallentyre.
Evelyn Hall pensava resumir la postura de Voltaire a propòsit d'una obra publicada el 1758 condemnada per les autoritats religioses i civils, escrivint: «I disapprove of what you say, objectiu I will defend to the death your right to say it was his actitud now». El text entre cometes utilitzat per Evelyn Hall ha fet que s'atribuís la declaració a Voltaire. El 1935, l'autora manifestava: «Jo no he tingut la intenció de suggerir que Voltaire havia utilitzat exactament aquestes paraules i estic extremadament sorpresa que es trobessin a les seves obres».
L'assumpte a propòsit del qual Evelyn Hall ho va escriure tenia a veure amb la publicació per Helvétius, el 1758, de De l'esperit, llibre condemnat per les autoritats civils i religioses i cremat. Heus aquí el que Voltaire escrivia (en l'article «Home» de Preguntes sobre l'Enciclopèdia:
«Estimava l'autor del llibre De l'Esperit. Aquest home valia més que tots els seus enemics junts; però mai no he aprovat ni els errors del seu llibre, ni les veritats trivials que ven amb èmfasi. He pres el seu partit altament, quan homes absurds l'han condemnat per aquestes veritats mateixes».

### L'esclavisme
Certs autors moderns, intentant perjudicar la imatge d'un Voltaire filantrop i apòstol dels drets de la persona humana, designen de vegades Voltaire com a «esclavista». Recolzen la seva teoria sobretot en el fet que Voltaire escrigui, de manera irònica, en el seu Assaig sobre els costums i l'esperit de les nacions: «Comprem esclaus domèstics als territoris negres; se'ns retreu aquest comerç. Un poble que trafica amb els seus nens és encara més condemnable que el comprador. Aquest negoci demostra la nostra superioritat; el que es lliura a un amo havia nascut per tenir-ne.»
Tanmateix, Voltaire va condemnar fermament l'esclavisme. El text més cèlebre és la denúncia de les mutilacions de l'esclau de Surinam a Càndid (capítol 19), però el seu corpus disposa d'altres passatges interessants. En el Comentari sobre l'esperit de les lleis (1777), felicita Montesquieu per haver llançat l'oprobi sobre aquesta odiosa pràctica. Va estar igualment entusiasmat per l'alliberament dels esclaus pels quàquers de Pennsilvània el 1769.
De la mateixa manera, el fet que consideri, el 1771, que «de totes les guerres, la de Spartacus és la més justa, i potser l'única justa», guerra que els esclaus van portar contra els seus opressors, referma la tesi d'un Voltaire antiesclavista.
Durant els últims anys de la seva vida, en companyia del seu advocat i amic Christin, va lluitar per l'alliberament dels «esclaus» del Jura, que constituïen els últims serfs presents a França i que, en virtut del privilegi de les mans mortes, fou sotmès als frares del capítol de Saint-Claude (Jura). És un dels rars combats polítics que va perdre; els serfs no van ser alliberats fins a la Revolució Francesa, de la qual Voltaire va inspirar alguns dels principis.
Equivocadament, s'ha dit sovint que Voltaire s'havia enriquit en participar en el tràfic d'esclaus. S'invoca, en suport d'aquesta tesi, una carta que hauria escrit a un negrer de Nantes per agrair-li haver-lo fet guanyar 600.000 lliures per aquest concepte. De fet, aquesta pretesa carta és falsa.

### L'antisemitisme
La lectura de certs passatges del Diccionari filosòfic ha portat certs historiadors a formular la pregunta de l'antisemitisme de Voltaire. Per a Bernard Lazare († 1903), «si Voltaire va ser un ardent judeòfob, les idees que ell i els enciclopedistes representaven no eren hostils als jueus, ja que eren idees de llibertat i d'igualtat universal».
Entre els autors més recents, alguns designen Voltaire com a «antisemita». Es recolzen sobretot en el fet que Voltaire escrigui en l'article «Tolerància» del Diccionari filosòfic: «És a contracor que parlo dels jueus: aquesta nació és, amb moltes consideracions, la més detestable que mai no hagi empastifat la terra. Però, per molt absurd i atroç que fora, la secta dels saduceus va ser tranquil·la i honorada, encara que no cregués en la immortalitat de l'ànima, mentre els fariseus si hi creien».
L'historiador de l'Holocaust, Lleó Poliakov, que va titular De Voltaire a Wagner en el tom III de la seva Història de l'antisemitisme, fa de Voltaire «el més mal antisemita francès del segle XVIII».
Segons ell, aquest sentiment s'hauria agreujat en els quinze últims anys de la vida de Voltaire. Semblaria, llavors, vinculat al combat del filòsof contra l'Església cristiana. Per a Pierre-André Taguieff, «els admiradors incondicionals de la «filosofia de les llums», si es prenen la molèstia de llegir el tercer tom (De Voltaire a Wagner) de la Història de l'antisemitisme, aparegut el 1968, no poden més que matisar els seus judicis sobre pensadors com Voltaire o el baró d'Holbach, que han reformulat l'antijudaisme en el codi cultural progressista de la lluita contra els prejudicis i les supersticions».
D'altres apunten que l'existència de passatges contradictoris en l'obra de Voltaire no permet determinar peremptòriament el racisme o l'antisemitisme del filòsof. «L'antisemitisme mai no ha buscat la seva doctrina en Voltaire», afirma Roland Desné, que escriu: «No és menys cert que, en principi, no és en Voltaire on es troben raons per a combatre l'antisemitisme. Per a aquest combat, hi ha en principi l'experiència i les raons del nostre temps. Això no significa que Voltaire, en companyia d'alguns altres, no tingui la seva plaça en la llunyana gènesi de la història d'aquestes raons».

### L'islam

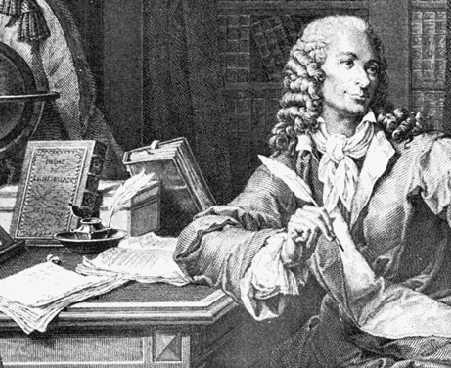
Voltaire a la residència de Frederic II de Prússia a Potsdam. Detall d'un gravat de Pierre Charles Baquoy

Deista, Voltaire era atret per la racionalitat aparent de l'islam, «religió sense clergat, sense miracles i sense misteris». Reprenent la tesi deista d'Henri de Boulainvilliers, veia en el monoteisme musulmà una concepció més racional que la de la Trinitat cristiana. En la seva tragèdia El fanatisme o Mahoma, Voltaire considera Mahoma com un «impostor», un «fals profeta», un «fanàtic» i un «hipòcrita». Tanmateix, segons Pierre Milza, l'obra ha estat sobretot «un pretext per a denunciar la intolerància dels cristians -catòlics d'estricta observança, jansenistes, protestants- i els horrors perpetrats en nom de Crist». Per a Voltaire, Mahoma «no és altra cosa més que un “Tartuf” amb les armes a mà».
Voltaire escrigué el 1742 en una carta a Mr. de Missy: «La meva obra representa, sota el nom de Mahoma, el prior dels jacobins que posen el punyal a la mà de Jacques Clément.».
Més tard, després d'haver llegit Henri de Boulainvilliers i Georges Sale, parla de Mahoma i de l'islam en un article «De l'Alcorà i de Mahoma», publicat el 1748 de resultes de la seva tragèdia. En aquest article, Voltaire manté que Mahoma va ser un «xarlatà», però «sublim i intrèpid», i va escriure que no era més que un illetrat.
Pouant també informacions complementàries en la Biblioteca oriental d'Herbelot, Voltaire, segons René Pomeau, portà un «judici bastant favorable sobre l'Alcorà», en què troba, malgrat «les contradiccions, els absurds i els anacronismes», una «bona moral» i «una idea justa de la potència divina» i hi «admira sobretot la definició de Déu». Així, «concedeix d'ara endavant», només «si el seu llibre és dolent per al nostre temps i per a nosaltres, era molt bo per als seus contemporanis, i la seva religió encara millor. Cal reconèixer que va retirar gairebé tota Àsia de la idolatria» i que «era ben difícil que una religió tan senzilla i tan sensata, ensenyada per un home sempre victoriós, no subjugués una part de la terra». Considera que «les seves lleis civils són bones; el seu dogma és admirable en el que té de conforme amb el nostre, però que «els mitjans són horrorosos; és l'engany i l'homicidi.»
Després d'haver considerat més tard que, en la seva obra, havia fet Mahoma «una mica pitjor que no era», és en la biografia de Mahoma redactada per Henri de Boulainvilliers en què Voltaire poua i pren, segons René Pomeau, «els trets que revelen en Mahoma el gran home». En el seu Assaig sobre els costums i l'esperit de les nacions, en el qual consagra, com a historiador aquesta vegada, diversos capítols a l'Islam, Voltaire «porta un judici gairebé completament favorable» sobre Mahoma, que qualifica de «poeta», «gran home» en la imatge d'Alexandre el Gran, que «ha canviat la cara d'una part del món» i que « jugà el major paper que es pugui jugar sobre la Terra als ulls del comú dels humans», tot matisant la sinceritat de Mahoma que va imposar la seva fe per «enganys necessaris». Considera que si «el legislador dels musulmans, home poderós i terrible, estableix els seus dogmes pel seu valor i per les seves armes», la seva religió es va fer tanmateix «indulgent i tolerant». L'última frase de Voltaire sobre l'Islam se situa el 1772, en Cal prendre partit, en què descriu la religió musulmana com a «sàvia», «severa», «casta», «humana» i «tolerant», però en què afirma que Mahoma no ha fet miracles.
Tanmateix, Voltaire és fonamentalment deista i denuncia clarament l'islam i les religions monoteistes en general. Aprofitant la definició del teisme en el seu Diccionari filosòfic, carrega igual per igual contra l'islam i el cristianisme:
| « | El deista creu que la religió no consisteix en les opinions d'una metafísica inintel·ligible, ni en vans aparells, sinó en el culte i en la justícia. Fer el bé és el seu culte; està subjecte a Déu, és la seva doctrina. El mahometà li diu: "Cuida de tu mateix si no fas el pelegrinatge a la Meca! Ai de vosaltres", diu un cristià, si no fas un viatge a Notre Dame de Lorette!. El deista es riu de Lorette i de la Meca, però rescata l'indigent i defensa els oprimits. | » |

No obstant això, en un context francès marcat per la influència lliberticida del catolicisme sobre la societat francesa, Voltaire matisa de vegades el seu judici sobre l'Islam, comprenent que es pot tractar d'una arma temible contra el clergat catòlic.
Les seves paraules sobre Mahoma li valen, d'altra banda, els llamps dels jesuïtes i sobretot de l'abat Claude-Adrien Nonnotte.
En l'Assaig sobre els costums, Voltaire es mostra igualment «ple d'elogis per a la civilització musulmana i per a l'islam en tant que regla de vida». Compara el «geni del poble àrab» amb el «geni dels antics romans» i escriu: «en els nostres segles de barbàrie i d'ignorància, aquells que van seguir la decadència i l'esquinç de l'Imperi romà, van rebre gairebé tot dels àrabs: astronomia, química, medicina», i que «des del segon segle de Mahoma, va caldre que els cristians d'Occident s'instruïssin amb els musulmans.»
Hi ha, per tant, dues representacions de Mahoma amb Voltaire, una de religiosa segons la qual Mahoma és un profeta com els altres, que explota la ingenuïtat de la gent i escampa la superstició i el fanatisme, però que predica la unicitat de Déu, i l'altra, política, segons la qual Mahoma és un gran home d'estat com Alexandre el Gran i un gran legislador que ha fet treure els seus contemporanis de la idolatria. Així, segons Diego Venturino, la figura de Mahoma és ambivalent amb Voltaire, que admira el legislador, però detesta el conquistador i el pontífex que ha establert la seva religió per la violència. Per a Dirk van der Cruysse, la imatge més matisada de Mahoma en l'Assaig sobre els costums és alimentada en part per «l'antipatia que Voltaire manifestava respecte al poble jueu». Segons ell, les «ineficàcies de la revelació judeocristiana» comparades amb el «dinamisme de l'islam» aixeca en Voltaire una «admiració sincera però sospitosa». Van der Cruysse considera el discurs volterià sobre Mahoma com un «teixit d'admiració i de mala fe mal dissimulat», que apunta menys al profeta mateix que als espectres combatuts per Voltaire, és a dir, el «fanatisme i la intolerància del cristianisme i del judaisme.»

### El cristianisme
Com Boulainvilliers i Sale, Voltaire ataca igualment el cristianisme: «en tant que hi hagi trapelles i imbècils, hi haurà religions. La nostra és, sense cap dubte, la més ridícula, la més absurda, i la més sanguinària que mai no hagi infectat el món».
Igualment, en Examen important de milord Bolingbroke o la tomba del fanatisme Arxivat 2011-07-09 a Wayback Machine., Jesús és caricaturat com un cap de partit, un captaire, un home del pòsit del poble que volia formar una secta.
Els aspectes que destaca com a positius de l'islam ho són com a atac al cristianisme. Això no obstant, la seva aversió no esdevé intolerància quan es tracta de defensar els drets humans. Així, quan el 1764 a França expulsen els jesuïtes, Voltaire confessa que «més val boig conegut que savi per conèixer»; acull a la seva finca de Ferney alguns membres de la congregació i, amb un d'ells, el pare Adam, arriba a viure tretze anys, manifestant que «és possible que un jesuïta convisqui amb un filòsof».

### El protestantisme
El compromís de Voltaire per la llibertat religiosa és cèlebre, i un dels episodis més coneguts n'és l'afer Calas. El protestant, injustament acusat d'haver matat el seu fill que hauria volgut convertir-se al catolicisme, va morir el 1762. El 1763, Voltaire publica el seu Tractat sobre la tolerància en ocasió de la mort de Jean Calas que, tot i prohibit, tindrà un ressò extraordinari i conduirà a la rehabilitació de Calas dos anys més tard. A la sortida, no va trobar simpaties particulars, fins al punt d'escriure el 22 de març del 1762, en una carta privada al conseller Le Bault: «No valem gran cosa, però els hugonots són pitjors que nosaltres, i a més declamen contra la comèdia». S'acabava, llavors, d'assabentar de l'execució de Calas i, encara mal informat, creia en la seva culpabilitat. Però rebé unes informacions i, el 4 d'abril, escriu a Damilaville: «Està comprovat que els jutges tolosans han estomacat el més innocent dels homes. Gairebé tot el Llenguadoc en gemeix amb horror. Les nacions estrangeres, que ens odien i que ens peguen, estan indignades. Mai, des del dia de sant Bartomeu, res no ha deshonrat tant la naturalesa humana. Ploreu i plorem». I se'n va llançar al combat per a la rehabilitació.
El 1765, Voltaire pren partit i causa per la família Sirven, en un assumpte molt similar; aquesta vegada aconseguirà evitar la mort als pares. Tanmateix, encara que impressionat per la teologia dels quàquers, i revoltat per la massacre del dia de Sant Bartomeu, Voltaire no tenia simpatia particular pel protestantisme establert. En la seva carta del 26 de juliol del 1769 a la duquessa de Choiseul, diu ben cruament: «Hi ha al Regne dels francs aproximadament tres-cents mil bojos que són cruelment tractats per altres boigs des de fa molt de temps».

### La maçoneria
Es qualificà sovint Voltaire de «francmaçó sense davantal», ja que s'havia mantingut al marge d'aquesta confraria, encara que hi tingués concepcions properes. Al vespre de la seva vida, el 4 abril del 1778, Voltaire va acompanyar el seu amic Benjamin Franklin a la lògia de les Nou Germanes, en què va acceptar entrar-hi. Se'l va dispensar, en vista de la seva edat, de les habituals proves, així com del ritu de la bena sobre els ulls; això semblava innecessari per a un home que havia estat considerat per molts com un dels més clarividents de la seva època. Va revestir en aquesta única ocasió el davantal de Claude-Adrien Helvétius, que el va abraçar amb respecte. Els honors fúnebres li van ser fets a la lògia el 28 de novembre d'aquell mateix any.

## Obra
Voltaire no veu oposició entre una societat alienant i un individu oprimit, idea defensada per Jean-Jacques Rousseau, sinó que creu en un sentiment universal i innat de la justícia, que ha de reflectir-se en les lleis de totes les societats. La vida en comuna exigeix una convenció, un “pacte social” per preservar l'interès de cadascú.
L'instint i la raó de l'individu el duu a respectar i promoure tal pacte. El propòsit de la moral és ensenyar-nos els principis d'aquesta convivència fructífera. La tasca de l'ésser humà és tindre el seu destí a les mans i millorar la seva condició mitjançant la ciència i la tècnica, i embellir la seva vida gràcies a les arts.
La seva filosofia pràctica prescindeix de Déu, tot i que Voltaire no és ateu: com el rellotge suposa el rellotger, l'univers implica l'existència d'un «etern geòmetra». Tot i això, no creu en la intervenció divina en els afers humans i denuncia el providencialisme al seu conte filosòfic Càndid o l'optimisme (1759).
Va ser un fervent opositor de l'Església catòlica, segons ell, símbol de la intolerància i de la injustícia. S'obstina a lluitar contra els errors judicials i a ajudar les seves víctimes. La burgesia liberal i anticlerical el fan el seu ídol.
Si per alguna cosa ha passat Voltaire a la història, és per haver proporcionat el concepte de tolerància religiosa. Fou un incansable lluitador contra la intolerància i la superstició. Va defensar incansablement la convivència pacífica entre persones de diferents creences i religions.
Els seus escrits sempre es van caracteritzar per la senzillesa del llenguatge, fugint de qualsevol mena de grandiloqüència. Mestre de la ironia, la va emprar sempre per a defensar-se dels seus enemics, dels quals de vegades en feia bur
En les obres de Voltaire, es troben les empremtes de diverses cultures. A banda de la civilització grecoromana, hi ha l'Orient, que li serveix de vegades de coartada per a efectuar una doble crítica (crítica de la seva pròpia societat i de la societat representada). La influència de l'Orient apareix per exemple en el conte Zadig. També va estar influït per la cultura anglesa, i durant el seu exili britànic va escriure en anglès les Cartes Angleses, anomenades posteriorment Cartes filosòfiques en la seva traducció al francès.

## Algunes obres

### Història de Carles XII
La seva primera obra històrica és del 1730. Carles XII de Suècia va regnar a finals del segle xvii i al començament del segle xviii. Li deien l'Alexandre del Nord. És el rei que porta a la guerra del Nord, entre Suècia i totes les altres potències. Després de diverses victòries, Suècia cau derrotada i entra en crisi, al mateix temps que augmenta la potència russa. Voltaire no elegeix aquest sobirà per fer-li un cant, sinó per demostrar com, tot i que era una persona que tenia totes les virtuts, porta el seu país a la derrota.
Per a Voltaire, només hi ha dos tipus d'esdeveniments que se salven d'estar en una obra històrica: els que porten a terme profundes transformacions i els que són retratats per grans escriptors.
Per tant, el llibre de Voltaire té un caràcter educatiu. Tot i així, el seu mètode no és diferent del dels altres historiadors: buscar testimonis presencials per reconstruir la veritat.

### El segle de Lluís XIV
És a més de la història d'un rei, un plantejament sobre el tema del progrés, convertint aquest en el seu propòsit central. Voltaire pensava que el progrés en la història és relatiu, encara que sí que es podia trobar. Creu que hi ha quatre moments en què «les llums» havien crescut i que són: el segle de Pèricles, el segle de Cèsar i d'August, el Renaixement a Europa, i el segle de Lluís XIV.
Es tracta d'analitzar-ho tot. Voltaire parla de política, religió, literatura i la seva conclusió és que es produirà un cert progrés.

### Assaig sobre els costums i l'esperit de les nacions
En el prefaci de l'Assaig sobre els costums i l'esperit de les nacions, Voltaire es dirigeix als lectors plantejant que el passat és inabastable, no es podria reflectir en llibres. El que l'historiador fa és seleccionar; així, els historiadors cristians havien parlat sobre la ciutat de Déu. Ara Voltaire rebutja aquest criteri. El que per a ell val la pena és parlar sobre l'esperit, els costums i l'ús de les nacions suportant-se només en fets que siguin imprescindibles. Saber dades no és l'objectiu de la història, sinó els usos i els costums. Sempre la història és una selecció que es fa d'acord amb una teoria. No cal saber tots els reis que han regnat en un país, sinó els que hi van ser decisius. L'historiador ha d'escollir el que li és útil dins d'aquest gran magatzem que és la història. Per a ell, la història té només utilitat d'ensenyar el que és la Il·lustració.
Voltaire vol relativitzar tot el que es consideri absolut; la història abans havia estat eurocèntrica, Ara relativitza aquest concepte. També vol posar de manifest el fanatisme i la crueltat contra els quals ell lluita (sobretot els de l'Església). Pretén debatre el que és raonable. Voltaire vol demostrar com les croades que ell analitza no es van produir per causes espirituals, sinó econòmiques.

### Càndid,o l'optimisme
Fa també una crítica a l'optimisme històric, sobretot a Leibniz, que creia que tot el que passava era per tal d'assolir el millor dels objectius. Aquesta visió crítica sorgeix arran del terratrèmol de Lisboa, amb el qual quedava demostrat que no vivim en el millor dels mons possibles. Fa un llibre en què es reflecteixen aquestes concepcions del destí, que és Càndid, en què a un dels deixebles dels ensenyaments de Leibnitz li passen desgràcies durant tota la narració, tot i que al final acabi bé.

### Diccionari filosòfic
Al Diccionari filosòfic, Voltaire defineix la història com «el relat dels fets que es consideren veritables» i la faula com «el relat dels fets que es consideren falsos». Segons aquesta definició, el Gènesi o la Ilíada serien històries verdaderes. Defineix la història com la subjectivitat de l'autor. Cal tenir en compte que, en la seva època, la història encara no existia com a gènere independent.

### L'Henriade
L'Henriade li va ser inspirada per la seva mestra maçònica, la mariscala de Villars. Després de la seva ruptura, Voltaire li va adreçar aquest madrigal:
| « | Quan m'estimava, els meus versos eren amables Cantava dignament les seves gràcies, les seves virtuts: Aquesta obra va néixer en aquests temps favorables; Hagués estat perfecte; però ja no m'estimeu. | » |

## Llista d'obres
- Història de Carles XII, 1730

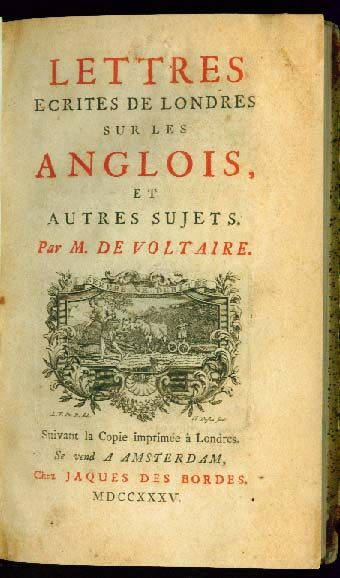
Cartes angleses

- Cartes angleses o Cartes filosòfiques, 1734. (versió (català): Edicions 62, 1994. ISBN 978-84-297-3808-7)
- Mundano, 1736
- Epístola sobre Newton, 1736
- Tractat de metafísica, 1736
- Assaig sobre la natura del foc, 1738
- Elements de la filosofia de Newton, 1738
- Zadig o El destí, 1748
- El món tal com va, 1748
- El segle de Lluís XIV, 1751
- Micromégas, una història filosòfica.[67] 1752. (versió (català): Editor PUV, 2008. ISBN 978-84-370-6729-2.)
- Poema sobre el desastre de Lisboa, 1756
- Assaig sobre els costums i l'esperit de les nacions, 1756
- Història dels viatges de Scarmentado, escrita per ell mateix, 1756
- Càndid o l'optimisme, 1759. (versió (català): Editor Diari de Barcelona, 1989)
- Història d'un bon braman, 1761
- Diccionari filosòfic, 1764. (versió (català): Editor Antoni López Llibreter, 1930)
- Jeannot i Colin, 1764
- Sobre l'horrible perill de la lectura, 1765. (versió (català):Editor Edicions 62, 1995. ISBN 978-84-297-3955-8)
- El filòsof ignorant, 1766
- L'ingenu, 1767. (versió (català): Editor Bromera, 1992. ISBN 978-84-7660-084-9)
- La princesa de Babilònia, 1768. (versió (català): Editor Edicions 1984, 1998. ISBN 978-84-86540-45-6)
- El clamor de la sang innocent, 1775

Tragèdies
- Èdip, 1718
- Brutus, 1730
- Zaïra (Zaïre en francès), 1732[68]
- Adélaïde du Guesclin, 1734
- El fanatisme o Mahoma, 1741
- Zulima, 1740
- Mérope, 1743
- Nanine, 1749
- Tancredo, 1760
- Sophonisbe, 1774

Comèdies
- El fill pròdig, 1736

Poemes
- L'Henriade, 1728
- La donzella d'Orleans, 1762

Filosofia i assaig
- El temple del gust, 1733
- Tractat sobre la tolerància, 1767. (versió (català): Editor Edicions 62, 1988. ISBN 978-84-297-2743-2)

## Interpretació posterior del pensament de Voltaire
La visió de Voltaire posterior a la seva mort és complexa, ja que la seva reputació va canviant amb els diferents règims. Durant la Revolució Francesa, se l'identificà com un precursor de la seva lluita heroica, i traslladaren les seves restes a París.
Durant gran part del segle xix, el seu nom s'associà a l'anticlericalisme, i «el filòsof» va ser àmpliament, encara que de manera poc convincent, vist com un anticrist. Arran del cas Dreyfus, la reputació de Voltaire com un defensor de la tolerància es va tornar a recuperar, i al final de la Tercera República francesa, sota la influència de l'historiador de la Sorbona Gustave Lanson, Voltaire va esdevenir un accessori de l'escola republicana i currículum universitari.
En la segona meitat del segle xx, s'han matisat els punts de vista religiosos de Voltaire, especialment amb La religió de Voltaire de René Pomeau, que subratlla la profunditat de la convicció deista de Voltaire.

## Llegat

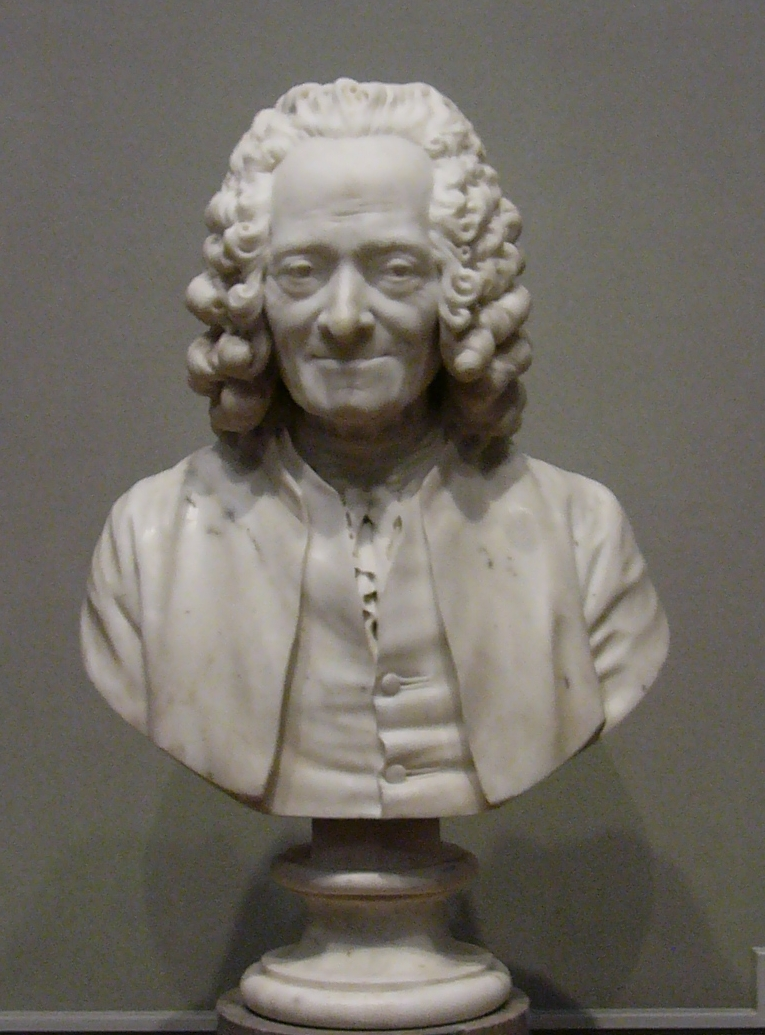
Bust de Voltaire per Houdon

Voltaire percebia la burgesia francesa com a massa petita i ineficaç, l'aristocràcia com a parasitària i corrupta, els comuners com a ignorants i supersticiosos, i l'Església com a estàtica i força opressiva, útil només com un contrapès que des del seu «impost religiós» o el delme va contribuir a crear un fort suport per als revolucionaris.
Voltaire desconfiava de la democràcia, que ell veia com la propagació de la idiotesa de les masses. Voltaire va pensar durant molt de temps que només un monarca il·luminat podria provocar el canvi, tenint en compte les estructures socials de l'època i les altíssimes taxes d'analfabetisme, i que era en interès racional del rei per millorar l'educació i el benestar dels seus súbdits. No obstant això, les seves decepcions i desil·lusions amb Frederic el Gran van canviar una mica la seva filosofia, i aviat va donar a llum una de les seves obres més perdurables, la seva novel·la, Càndid o l'optimisme, el 1759, que acaba amb una nova conclusió: «És cosa nostra cultivar el nostre jardí». Els seus atacs més polèmics i ferotges sobre la intolerància i les persecucions religioses, de fet, van començar a aparèixer uns anys més tard. Càndid va ser també objecte de censura i Voltaire va afirmar de broma que l'autor real era un tal «Demades», en una carta en què va reafirmar les principals posicions polèmiques del text.
Voltaire també és conegut per molts aforismes memorables, com ara: «Si Déu no existeix, caldrà inventar-lo», que figura en un verset de l'epístola de 1768, adreçada a l'autor anònim d'una obra polèmica, Els tres impostors. Però lluny de ser el comentari cínic que se li sol donar, s'entén com una rèplica al clan de l'ateu d'Holbach, Grimm i d'altres.
Voltaire és recordat i honrat a França com un polemista infatigable, valent, que va lluitar pels drets civils, el dret a un judici just i la llibertat de culte i que va denunciar les hipocresies i les injustícies de l'Ancien régime. L'antic règim implicat en un equilibri desigual de poder i impostos entre el primer estat (el clergat), el segon estat (la noblesa), i el tercer estat (els plebeus i la classe mitjana, que es troben carregats amb la majoria dels impostos).
Voltaire va tenir els seus detractors entre els seus darrers col·legues. L'escriptor victorià escocès Thomas Carlyle va argumentar que, mentre que Voltaire va ser superior en la forma literària, ni tan sols la més elaborada de les seves obres era de massa valor sobre la matèria i que mai va pronunciar una idea original seva. Nietzsche, però, va anomenar Carlyle com un «cap confús insípid», que no va poder alliberar-se de la «insignificant mentalitat» que pretenia condemnar.
Sovint feia servir Xina, Siam i Japó com a exemples de brillants civilitzacions no europees i va criticar durament l'esclavitud.
La ciutat de Ferney, on Voltaire va viure els darrers 20 anys de la seva vida, ara s'anomena Ferney-Voltaire en honor del seu habitant més famós. El seu castell és ara un museu.
La biblioteca de Voltaire es conserva intacta a la Biblioteca Nacional de Rússia, a Sant Petersburg. Consta de 6.814 volums i unes 2.000 notes manuscrites de l'autor. La seva biblioteca va ser comprada per Caterina II de Rússia immediatament després de la mort del filòsof. Des del 1778, va formar part de la biblioteca reial privada, també coneguda com la col·lecció de l'Hermitage. El 1852, va ser transferida a la Biblioteca Pública Imperial.
La figura de Voltaire ha estat analitzada i recollida pel cinema, tant en llargmetratges (1933 i 1998), com en sèries i reportatges en què s'analitzen diversos períodes de la seva vida.
La mare del paleontòleg Pierre Teilhard de Chardin, promotor fervent de la idea de noosfera, era besneta de Voltaire.

## Traduccions al català
- La tomba del fanatisme. Traducció de Rubén Talavan Gironella. Martorell: Adesiara editorial, 2008.